# Schleuse Lüneburg
Die Schleuse Lüneburg ist der geplante Neubau einer Sparschleuse neben dem bestehenden Schiffshebewerk Lüneburg am Elbe-Seitenkanal. Sie soll eine Schleusenkammer mit einer Nutzlänge von 225 Meter und eine Breite von 12,5 Meter erhalten. Wie beim Hebewerk wird die Hubhöhe 38 Meter betragen.
Eine Neuerung ist, dass sich über und unter den üblichen Sparbecken-Ebenen je eine weitere Sparkammer befinden wird.  In der unteren wird das am Ende einer Talschleusung sonst ins Unterwasser aus der Schleusenkammer entlassene Restwasser gesammelt und danach in die obere gepumpt. Aus dieser wird es am Ende der folgenden Bergschleusung in die Kammer abgegeben, anstatt Wasser aus dem Oberwasser zu entnehmen. Der Schleusenverlust wird dadurch nochmals verkleinert.
Eine weitere Besonderheit ist, dass die Schleuse ein über den Grund hoch aufragendes, dem nebenstehenden Hebewerk ähnelndes Bauwerk sein wird. Sie wird besonders hoch sein, weil die Wände aus Festigkeitsgründen über die gesamte Länge oben mit Zugbalken verbunden werden müssen (die totale Höhe wird von der erforderlichen lichten Höhe für die zu schleusenden Schiffe bestimmt).

## Hintergrund
Der Höhenunterschied im Elbe-Seitenkanals zwischen dem Wasserspiegel des Mittellandkanals und der Stauhaltung der Elbe oberhalb der Geesthachter Schleuse beträgt 61 Meter. Er wird bisher mit den Abstiegsbauwerken Schleuse Uelzen und Schiffshebewerk Lüneburg überwunden.
Durch die Verkehrszunahme auf dem Kanal zwischen Hamburg und dem Hinterland kommt das Schiffshebewerk zunehmend an seine Kapazitätsgrenze. Für 2030 wird durch die Zunahme des Seegüterumschlags im Hamburger Hafen ein Zuwachs im Hinterlandverkehr von 47 Prozent prognostiziert. Begrenzender Faktor ist die Troglänge des Hebewerks von 100 Meter, so dass Schubverbände am Abstiegsbauwerk getrennt werden müssen. Auch das für den Ausbau der Kanalinfrastruktur in Deutschland maßgebliche Großmotorgüterschiff ist mit 110 Meter Länge zu lang für die Passage. Damit stellt das Schiffshebewerk Lüneburg ein nicht zu überwindendes Hindernis für die größeren Einheiten dar.

## Bestimmung der Abmessungen
Bei der Neuplanung musste zumindest die Länge des Großmotorgüterschiffs zugrunde gelegt werden, sodass ein neues Hebewerk eine Troglänge von 120 Metern wie beispielsweise das neue Schiffshebewerk Niederfinow Nord haben müsste. Damit könnte zwar auch ein Schubverband mit einem Leichter passieren, jedoch wären übergroße Motorschiffe mit 135 Meter Länge ausgeschlossen und Schubverbände mit zwei Leichtern müssten weiterhin getrennt werden.
Schon bei der Planung des Hebewerks Lüneburg in den 1960er Jahren hatte die Bundesanstalt für Wasserbau alternativ eine Schleuse untersucht. Aufbauend auf den damaligen Untersuchungen und Studien zeigten die jetzigen Voruntersuchungen, dass der Bau einer Schleuse mit 38 Meter Fallhöhe technisch machbar und sogar wirtschaftlich sinnvoller als ein neues Schiffshebewerk sein würde. Sie wurde folglich mit einer nutzbaren Kammerlänge von 225 Meter geplant, damit auch zwei Großmotorgüterschiffe gleichzeitig geschleust werden können. Die Kammerbreite wird wie bei allen Neubauten der Wasserstraßen- und Schifffahrtsverwaltung des Bundes 12,5 Meter betragen. Daraus ergibt sich die erforderliche Schleusungswassermenge zu mehr als 110.000 Kubikmeter. Zur Minimierung des Schleusenverlusts kam somit nur eine Sparschleuse in Frage.

## Örtliche Lage und freistehendes Bauwerk
Aufgrund der bestehenden Infrastruktur kam nur die Anordnung der Schleuse westlich des Schiffshebewerks infrage. Wegen der Lage des Oberwassers auf einem relativ hohen Damm wird auch die neue Schleuse ebenso freistehend sein wie das bisherige Hebewerk. Die Seitenwände der Schleusenkammer können sich nicht im Erdreich abstützen, so dass sie sehr dick zu gestalten sind.
Daraus ergibt sich der Vorteil, dass die Sparkammern innerhalb der Seitenwände angeordnet werden können, und dass sich der Geländebedarf durch sie nicht erhöht. Der lichte Abstand zwischen beiden Bauwerken wurde auf 60 Meter festgelegt.

## Konstruktion

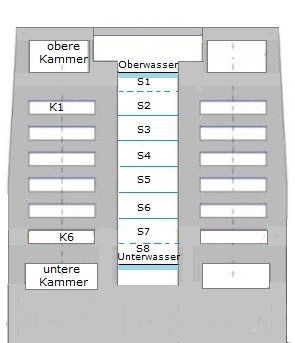
Schleuse Lüneburg:
Querschnitt des Bauwerks

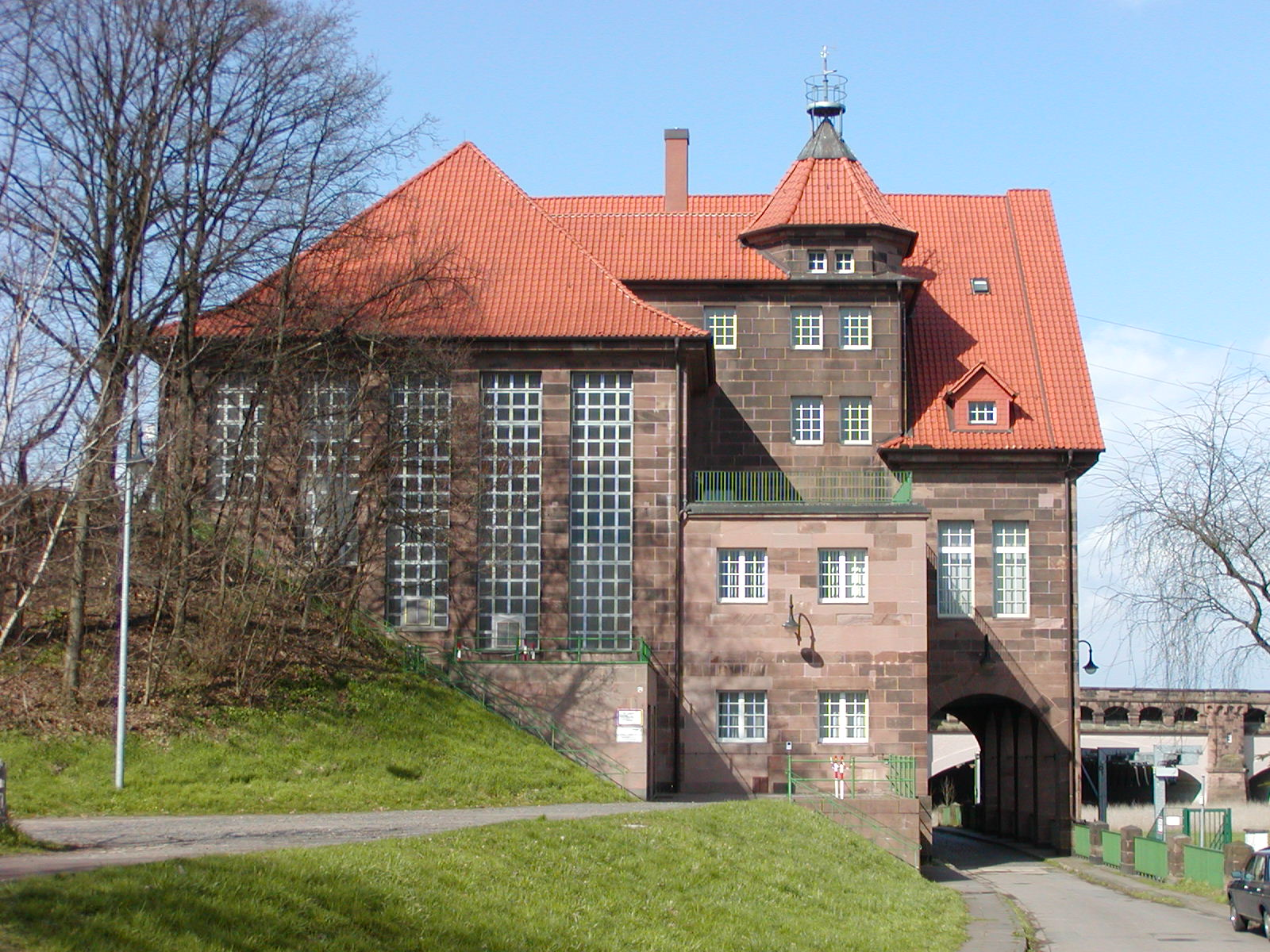
Eins der beiden Pumpwerke am Wasserstraßenkreuz Minden

Das Problem bei nicht hinterfüllten Seitenwänden ist das Fehlen der stützenden Einbettung der Kammerwände in den Baugrund, wodurch die Wasserdruckkräfte allein von der Konstruktion aufgenommen werden müssen. Bei großer Wandhöhe entstehen besonders am Übergang von Wand zur Sohle große Biegebeanspruchungen. Deshalb wird der Kammerquerschnitt nicht wie bisher U-förmig offen, sondern wie ein Rahmen geschlossen sein. Quer über den Kammerwänden ist mittels Zugbalken ein Ringschluss vorgesehen (s. nebenstehende Abbildung).
Der wegen der erforderlichen lichten Höhe über den zu schleusenden Schiffen höheren Kammerwände bieten im oberen Bereich Platz für zusätzliche Wasserkammern (s. nebenstehende Abbildung). Solche Kammern werden auch unten in der Höhe des Kammerbodens angebracht und in sie das Restwasser, dass bei üblichen Sparschleusen bei Talschleusungen ins Unterwasser abgelassen wird, eingeleitet. Danach wird dieses Wasser in die zusätzlichen oberen Wasserkammern gepumpt und bei Bergschleusungen zuletzt in die Schleusenkammer abgelassen, anstatt Wasser aus dem Oberwasser entnehmen zu müssen. Auf diese Weise wird der Schleusenverlust nochmals verringert.
Bisher wird auch Wasser hochgepumt, und zwar ins Oberwasser z. B. am Wasserstraßenkreuz Minden (s. nebenstehende Abbildung). Durch Verwendung der zusätzlichen Wasserkammern kann auf die aufwendigen Einlauf- und Auslaufbauwerke an den Schleusenhäuptern verzichtet werden. Zusätzlich ergibt sich der Vorteil, dass keine Wasserstandsschwankungen und Wellenbewegungen durch Sunk bzw. Schwall in den Vorhäfen erzeugt werden. Mit den vorgesehenen 6 Sparkammer-Paaren ergibt sich theoretisch bereits eine Wasserersparnis von 75 Prozent.
Der Zeitbedarf für einer Kreuzungsschleusung wird 75 Minuten betragen. Bei einem Hebewerk wäre  er deutlich kürzer. Jedoch ist die größere Länge einer Schleuse für die Schubschifffahrt deutlich vorteilhafter, da dies freie Fahrt durch den Schleuse ohne Entkoppelungen ermöglicht.
Die Konstruktion mit zusätzlichen Ober- und Unterkammern ist eine Besonderheit der Schleuse Lüneburg und kann als neue Bauform einer Sparschleuse betrachtet werden. Sie bietet auch in wirtschaftlicher Hinsicht erhebliche Vorteile, denn der zusätzliche Bauaufwand für die Becken ist überschaubar.

## Geplante Bauzeit
Der Neubau der Schleuse ist als vordringlicher Bedarf im Bundesverkehrswegeplan 2030 registriert, da das Bauwerk eine hohe Netzbedeutung besitzt und das Ausfallrisiko reduziert. Verantwortlich für die Bauausführung ist das Wasserstraßen-Neubauamt Hannover, das seit 2020 die Entwurfsplanung betreibt und die Unterlagen für das Planfeststellungsverfahren erarbeitet. Danach kann die Ausschreibung und Vergabe des Bauprojekts erfolgen, sodass frühestens 2026 mit den Bauarbeiten begonnen werden kann. Als Bauzeit werden sechs bis sieben Jahre veranschlagt. Die Baukosten wurden zu 330 Millionen Euro abgeschätzt.
Nach Fertigstellung der Schleuse soll das Hebewerk auf absehbare Zeit weiter betrieben werden.